# Relicina circumnodata
Relicina circumnodata är en lavart som först beskrevs av William Nylander och som fick sitt nu gällande namn av Mason Ellsworth Hale. 
Relicina circumnodata ingår i släktet Relicina och familjen Parmeliaceae. Inga underarter finns listade i Catalogue of Life.